# Johann III. von Blankenfelde

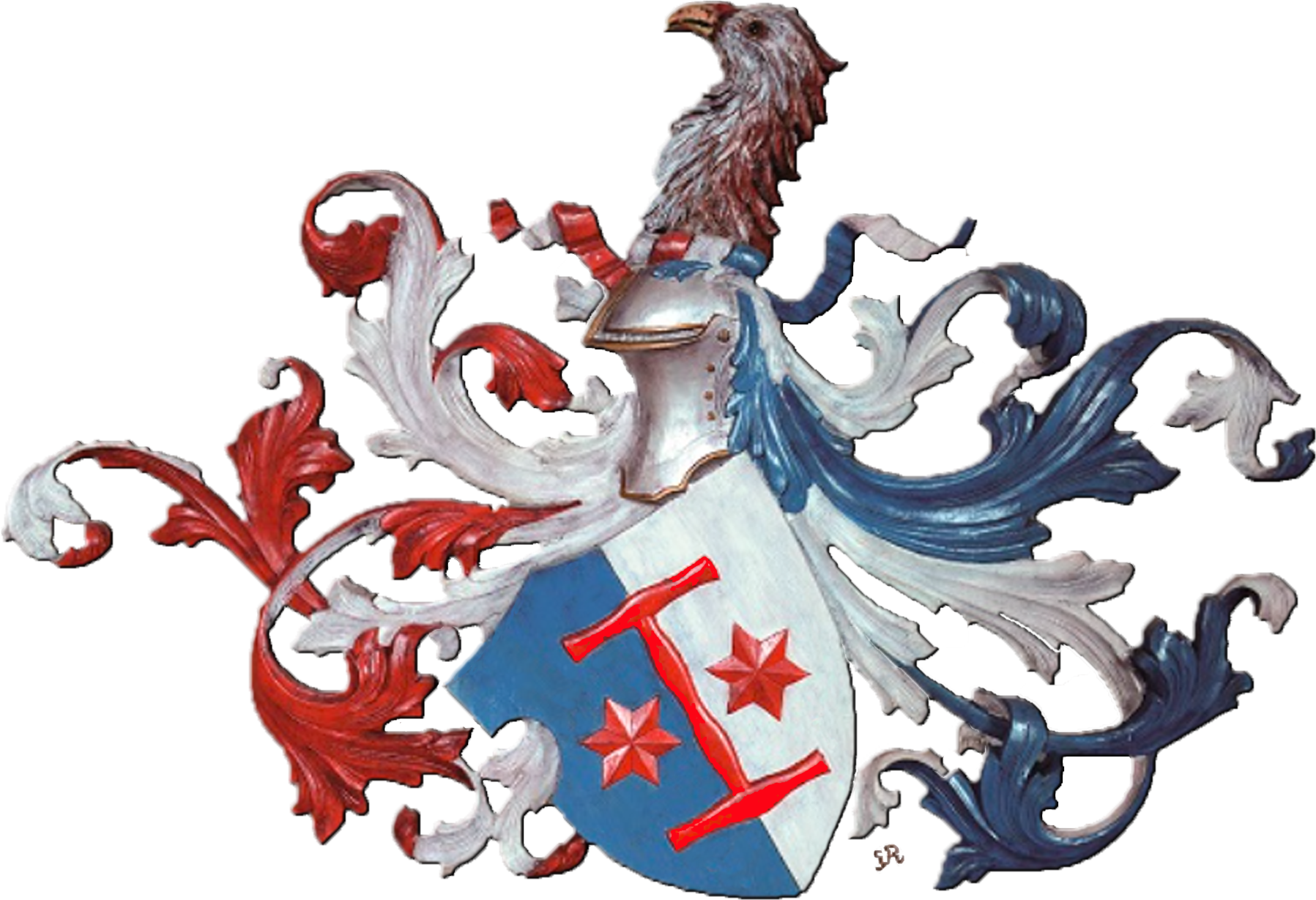
Wappenschild des Adelsgeschlechts von Blankenfelde

Johann III. von Blankenfelde (* 1507; † 9. Oktober 1579, beerdigt in der Nikolaikirche) war der letzte seiner Familie von insgesamt sieben Berliner Bürgermeistern.

## Stand
Blankenfelde stammte aus dem Berliner Patrizier- und Ratsgeschlecht Blankenfelde. Sein Vater war der 1465 geborene Kaufmann Wilhelm (Wilke) Blankenfelde und sein Großvater Thomas von Blankenfelde war ebenfalls Berliner Bürgermeister. Wie diese war auch Johann Kaufmann.

## Beruf
Unter Kurfürst Joachim I. Nestor war Blankenfelde bereits Kastner (Steuerbeamter) in Tangermünde. Von dessen Nachfolger, Joachim II. Hector, wurde er 1537 mit dem unentgeltlichen Bezug von Brennholz aus den kurfürstlichen Wäldern für den in seinem Dorf Weißensee befindlichen freien Wohnhof belehnt. 1544 wurde er kurfürstlicher Küchenmeister und 1549 auf Verlangen Joachims II. auch Mitglied des Rats. In den Jahren 1558 bis 1571 hatte er das oberste Staatsamt im obligatorischen jährlichen Wechsel inne. 1572 wurde Blankenfelde auf seine Bitte hin vom Bürgermeisteramt entbunden.
1571 wurde Blankenfelde im Berliner Stadtbuch als der Bürger mit dem größten Grundbesitz geführt. Er wird als Erbherr von Pankow, Blankenburg, Birkholz bei Bernau, Weißensee und Kaulsdorf erwähnt.
Zu seinen Verdiensten zählt die Konstruktion einer ersten aus hölzernen Röhren konstruierten Wasserleitung für Berlin, Wasserkunst genannt. Diese lieferte größeren Betrieben das Wasser bis ans Haus. Er soll auch die erste Schleuse im Cöllner Spreearm gebaut haben. Es heißt, er habe „… bey seinem Leben mit wunderselzamen und vielfältigen Gebäuden an Teichen, Graben, Schleusen, und andern viel Wesens getrieben …“.
Bei seinem Tode soll Blankenfelde stark verschuldet gewesen sein.

## Familie
Blankenfelde war zweimal verheiratet.
Aus der 1534 geschlossenen Ehe mit Dorothea Vintzelberger gingen 14 Kinder hervor, aber nur fünf Söhne und zwei Töchter erreichten das Erwachsenenalter. Sein Sohn Joachim (1529–1612) war ab 1574 Bürgermeister in Frankfurt (Oder), und Johann (1542–1579) war kurfürstlich-brandenburgischer Amts-, Land- und Kammersekretär. 1571 heiratete Blankenfelde die aus Hamburg stammende Martha Müller, mit der er zwei Söhne hatte. Sohn Wilhelm (1575–1629) war Erbsass zu Weißensee.
Im 17. Jahrhundert verloren die Ratsgeschlechter des Reiches an Bedeutung, so auch die Familie Blankenfelde. Seine Söhne verkauften 1612 das Blankenfelder Stammhaus in der Spandauer Straße 49 und lebten auf dem verbliebenen Gut in Weißensee bis zu dessen Veräußerung im Jahre 1616.